# Atumnaro
Atumnaro ist eine osttimoresische Aldeia im Suco Carabau (Verwaltungsamt Bobonaro, Gemeinde Bobonaro). 2015 lebten in der Aldeia 299 Menschen.

## Geographie
Atumnaro liegt im Nordosten des Sucos Carabau. Westlich und südlich befindet sich die Aldeia Nunubuti und nordwestlich die Aldeia Carabau. Im Nordosten grenzt Atumnaro an den Suco Cota Bo’ot und im Osten an den Suco Mape. Durch den Westen von Atumnaro fließt der Loumea und bildet dann die Grenze zu Carabau.
Durch den Nordwesten führen zwei Straßen, an denen der Ort Atumnaro. Das Dorf Nunubuti reicht von der Aldeia Nunubuti nach Atumnaro hinein.

## Politik
2023 wurde Domingos Pereira zum Chefe de Aldeia gewählt.